# Joan Hartigan
Joan Hartigan Bathurst (ur. 6 czerwca 1912 w Sydney, zm. 31 sierpnia 2000) – australijska tenisistka.
Trzykrotna zwyciężczyni mistrzostw Australii (1933–1934, 1936), półfinalistka Wimbledonu w latach 1934 i 1935. Była też mistrzynią Australii w grze mieszanej (1936, w parze z Garem Moonem). W styczniu 2022 uhonorowana została miejscem w Australian Tennis Hall of Fame.
Jej synem jest Thomas Frederick Bathurst (ur. 1948 w Londynie), prezes Sądu Najwyższego Nowej Południowej Walii i zastępca gubernatora tego stanu. 